# 稀有多面體
稀有多面體又稱高貴多面體，是指所有面全等且所有頂角等角的多面體，即既是等面圖形也是等角圖形的多面體。由於多面體在三維空間的複雜性，要能同時滿足等面和等角並不容易，因此這些多面體被稱為稀有的或高貴的多面體。除了正多面體外還有不少幾何體同時具備等面與等角的特性。早在在19世紀後期，埃德蒙·赫斯和馬克斯·布魯克納已經對稀有多面體進行了深度的研究，後來則由布蘭科·格倫鮑姆接續研究。

## 種類
稀有多面體可以包含下列幾種類型的多面體：
- 所有正多面體都是稀有多面體；
- 鍥形體；[5]
- 冠狀多面體（英语：Toroidal_polyhedron#Crown_polyhedra）；[6]
- 其他例子包括星形二十面體中的D和H（完全星形二十面體）及其對偶多面體。[7]其他多面體還有多少屬於稀有多面體，仍未有明確的研究成果，連數量是有限個還是能有無窮多個都還不確定。

若稀有多面體的定義中，允許格林鮑姆提出的一些特殊結構，則稀有多面體能再包含下列兩種無限集合的多面體：
- 花環多面體（Wreath polyhedra）：具有共享一條邊的共面三角形組成的多面體
- V-面多面體（V-faced polyhedra）：具有重合頂點組和退化面的多面體

## 對偶多面體
根據稀有多面體的定義，稀有多面體的對偶多面體仍然為稀有多面體。部分的稀有多面體是自身對偶的多面體，例如正四面體。
- 九種正多面體（柏拉圖立體與克卜勒－龐索立體）[2]除了正四面體外其餘兩兩互為對偶多面體。
- 鍥形體在拓樸學上是自身對偶多面體，而在幾何學上鍥形體和其對偶多面體可以看作是被拉長的四面體以及相對被壓縮的四面體。[2]
- 冠狀多面體（英语：Toroidal_polyhedron#Crown_polyhedra）在拓樸上是自身對偶多面體。[6]
- 花環多面體和V-面多面體互為對偶多面體。[4]

## 稀有多胞形
稀有多胞形是指所有維面全等且所有頂角等角的多胞形（既是等維面圖形也是等角圖形的幾何結構）。在三維空間中，稀有多胞形除了包括了上述的稀有多面體外，平面鑲嵌和雙曲鑲嵌也都屬於稀有多胞形。在高維空間中，所有正多胞形都是稀有多胞形，而部分的均勻多胞形也是稀有多胞形。